# Список населённых пунктов Горнозаводского управленческого округа

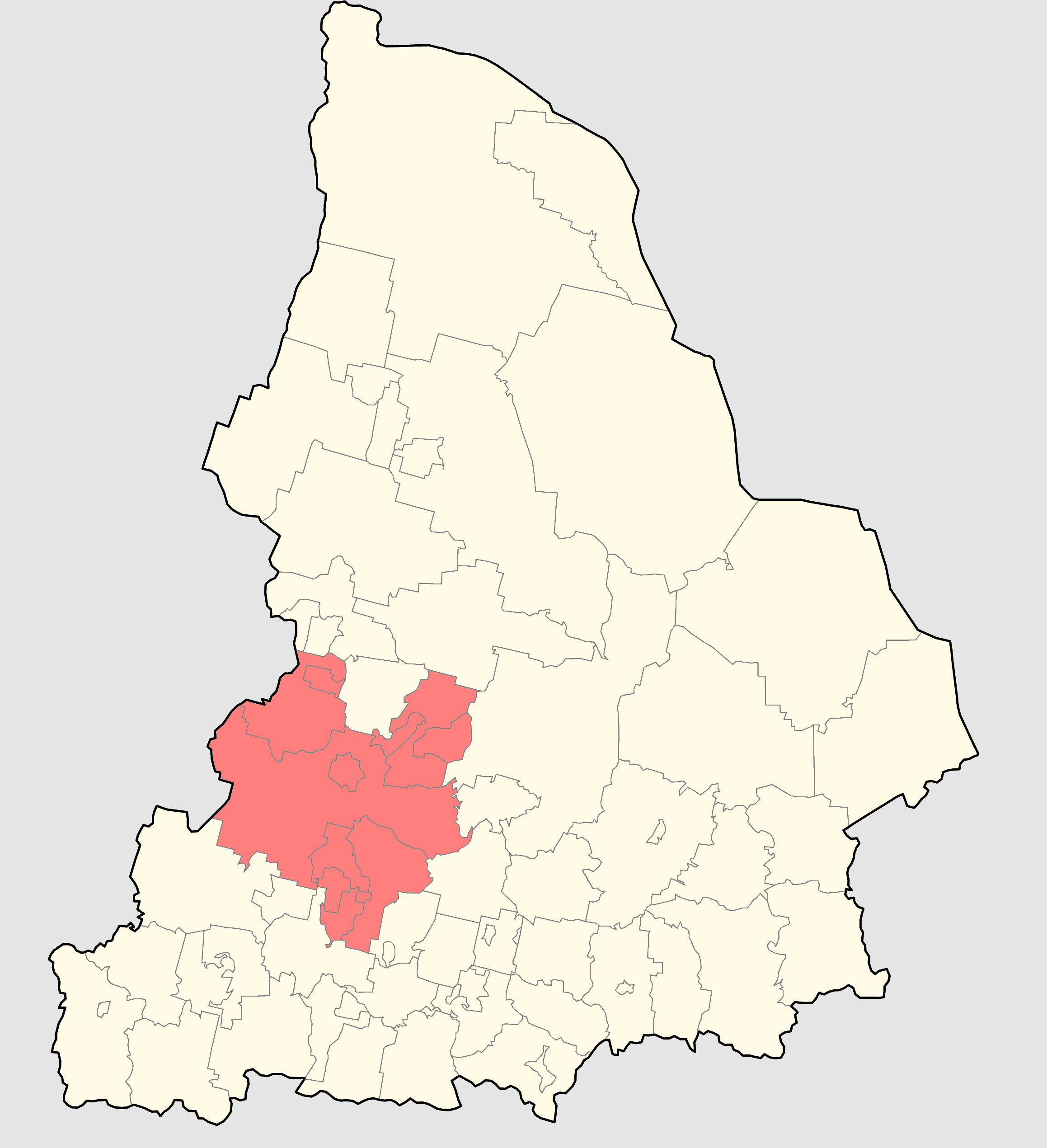
Горнозаводской управленческий округ на карте Свердловской области

В списке представлены населённые пункты одного из пяти административных образований в Свердловской области — Горнозаводского управленческого округа.
Округ разделён на 12 муниципальных образований, в составе которых 175 населённых пунктов (9 городов, 3 посёлка городского типа, 78 посёлков, 34 сёла и 51 деревня).

## Список
| №   | Населённый пункт    | Тип населённого пункта          | Муниципальное образование            | Население |
| --- | ------------------- | ------------------------------- | ------------------------------------ | --------- |
| 1   | Азиатская           | посёлок                         | Кушвинский городской округ           | ↘859      |
| 2   | Акинфиево           | село                            | Городской округ Нижняя Салда         | ↘219      |
| 3   | Анатольская         | деревня                         | Горноуральский городской округ       | ↗51       |
| 4   | Анатольская         | посёлок                         | Горноуральский городской округ       | ↘122      |
| 5   | Аник                | посёлок                         | Невьянский городской округ           | ↗6        |
| 6   | Антоновский         | посёлок                         | Городской округ «город Нижний Тагил» | ↘62       |
| 7   | Аятское             | село                            | Невьянский городской округ           | ↘568      |
| 8   | Аять                | посёлок                         | Невьянский городской округ           | ↘781      |
| 9   | Баклушина           | посёлок                         | Городской округ «город Нижний Тагил» | ↗1        |
| 10  | Балакино            | деревня                         | Верхнесалдинский городской округ     | ↘1        |
| 11  | Балакино            | село                            | Горноуральский городской округ       | ↘148      |
| 12  | Баранчинский        | посёлок                         | Кушвинский городской округ           | ↘8701     |
| 13  | Баронская           | деревня                         | Городской округ «город Нижний Тагил» | ↘37       |
| 14  | Басьяновский        | посёлок                         | Верхнесалдинский городской округ     | ↘783      |
| 15  | Башкарка            | село                            | Горноуральский городской округ       | ↘440      |
| 16  | Белоречка           | посёлок                         | Городской округ Верхний Тагил        | ↗319      |
| 17  | Беляковка           | деревня                         | Горноуральский городской округ       | ↘269      |
| 18  | Бобровка            | посёлок                         | Верхнесалдинский городской округ     | ↘15       |
| 19  | Большие Галашки     | село                            | Горноуральский городской округ       | ↘14       |
| 20  | Боровая             | деревня                         | Кушвинский городской округ           | ↘41       |
| 21  | Братчиково          | посёлок                         | Горноуральский городской округ       | ↗48       |
| 22  | Бродово             | село                            | Горноуральский городской округ       | ↘502      |
| 23  | Бызово              | село                            | Горноуральский городской округ       | ↘261      |
| 24  | Быньги              | село                            | Невьянский городской округ           | ↘2216     |
| 25  | Быньговский         | посёлок                         | Невьянский городской округ           | ↘28       |
| 26  | Валуевский          | посёлок                         | Кушвинский городской округ           | ↘4        |
| 27  | Вересковый          | посёлок                         | Невьянский городской округ           | ↘290      |
| 28  | Верх-Нейвинский     | пгт, административный центр     | Верх-Нейвинский городской округ      | ↘4348     |
| 29  | Верхние Таволги     | деревня                         | Невьянский городской округ           | ↗156      |
| 30  | Верхний Тагил       | город, административный центр   | Городской округ Верхний Тагил        | ↘9925     |
| 31  | Верхняя Алабашка    | деревня                         | Горноуральский городской округ       | ↗1        |
| 32  | Верхняя Баранча     | посёлок                         | Кушвинский городской округ           | ↘75       |
| 33  | Верхняя Ослянка     | село                            | Городской округ «город Нижний Тагил» | ↘191      |
| 34  | Верхняя Тура        | город, административный центр   | Городской округ Верхняя Тура         | ↘8465     |
| 35  | Верхняя Салда       | город, административный центр   | Верхнесалдинский городской округ     | ↘40 474   |
| 36  | Вилюй               | посёлок                         | Горноуральский городской округ       | ↘66       |
| 37  | Висим               | посёлок                         | Горноуральский городской округ       | ↘1102     |
| 38  | Висимо-Уткинск      | посёлок                         | Городской округ «город Нижний Тагил» | ↘606      |
| 39  | Волчёвка            | посёлок                         | Городской округ «город Нижний Тагил» | ↘3        |
| 40  | Встреча             | посёлок                         | Городской округ Нижняя Салда         | →0        |
| 41  | Выя                 | посёлок                         | Верхнесалдинский городской округ     | ↘0        |
| 42  | Гашени              | деревня                         | Невьянский городской округ           | ↗6        |
| 43  | Горельский          | посёлок                         | Невьянский городской округ           | →0        |
| 44  | Горноуральский      | пгт, административный центр     | Горноуральский городской округ       | ↘2854     |
| 45  | Дальний             | посёлок                         | Горноуральский городской округ       | ↘47       |
| 46  | Дрягуново           | село                            | Горноуральский городской округ       | ↘41       |
| 47  | Дубасова            | деревня                         | Горноуральский городской округ       | ↗10       |
| 48  | Евстюниха           | посёлок                         | Городской округ «город Нижний Тагил» | ↘106      |
| 49  | Ежевичный           | посёлок                         | Верхнесалдинский городской округ     | ↘5        |
| 50  | Ежовский            | посёлок                         | Кировградский городской округ        | ↘0        |
| 51  | Ёква                | посёлок                         | Городской округ «город Нижний Тагил» | ↘8        |
| 52  | Елани               | деревня                         | Новоуральский городской округ        | ↘38       |
| 53  | Елизаветинское      | село                            | Городской округ «город Нижний Тагил» | ↘48       |
| 54  | Забельный           | посёлок                         | Невьянский городской округ           | ↘128      |
| 55  | Запрудный           | посёлок                         | Городской округ «город Нижний Тагил» | ↘0        |
| 56  | Заречная            | деревня                         | Городской округ «город Нижний Тагил» | ↘17       |
| 57  | Захаровка           | деревня                         | Городской округ «город Нижний Тагил» | ↘15       |
| 58  | Зональный           | посёлок                         | Горноуральский городской округ       | ↗517      |
| 59  | Зырянка             | деревня                         | Горноуральский городской округ       | ↘15       |
| 60  | Ива                 | посёлок                         | Верхнесалдинский городской округ     | ↗32       |
| 61  | Кайгородское        | село                            | Горноуральский городской округ       | ↘307      |
| 62  | Калиново            | посёлок                         | Невьянский городской округ           | ↘1732     |
| 63  | Канава              | посёлок                         | Городской округ «город Нижний Тагил» | ↗13       |
| 64  | Карпушиха           | посёлок                         | Кировградский городской округ        | ↘1192     |
| 65  | Кедровка            | деревня                         | Кушвинский городской округ           | ↘25       |
| 66  | Киприно             | село                            | Невьянский городской округ           | ↘296      |
| 67  | Кировград           | город, административный центр   | Кировградский городской округ        | ↘18 497   |
| 68  | Кокшарово           | деревня                         | Верхнесалдинский городской округ     | →0        |
| 69  | Кондрашина          | деревня                         | Горноуральский городской округ       | ↘11       |
| 70  | Конёво              | село                            | Невьянский городской округ           | ↘524      |
| 71  | Корелы              | село                            | Невьянский городской округ           | ↘41       |
| 72  | Корнилова           | деревня                         | Горноуральский городской округ       | ↘50       |
| 73  | Краснополье         | село                            | Горноуральский городской округ       | ↘337      |
| 74  | Кунара              | село                            | Невьянский городской округ           | ↘113      |
| 75  | Кушва               | город, административный центр   | Кушвинский городской округ           | ↘26 891   |
| 76  | Лая                 | посёлок                         | Горноуральский городской округ       | ↘182      |
| 77  | Лая                 | село                            | Горноуральский городской округ       | ↗1906     |
| 78  | Лёвиха              | посёлок                         | Кировградский городской округ        | ↘2881     |
| 79  | Ленёвка             | посёлок                         | Горноуральский городской округ       | ↘216      |
| 80  | Листвянное          | деревня                         | Кировградский городской округ        | →0        |
| 81  | Луговая             | деревня                         | Горноуральский городской округ       | ↘95       |
| 82  | Малая Лая           | село                            | Горноуральский городской округ       | ↘240      |
| 83  | Малыгино            | деревня                         | Верхнесалдинский городской округ     | ↘15       |
| 84  | Маркова             | деревня                         | Горноуральский городской округ       | ↘62       |
| 85  | Матвеева            | деревня                         | Горноуральский городской округ       | ↘53       |
| 86  | Медведево           | село                            | Городской округ Нижняя Салда         | ↘90       |
| 87  | Мокроусское         | село                            | Горноуральский городской округ       | ↘94       |
| 88  | Молодёжный          | посёлок                         | Горноуральский городской округ       | ↗61       |
| 89  | Молочная            | деревня                         | Кушвинский городской округ           | ↘4        |
| 90  | Монзино             | посёлок                         | Горноуральский городской округ       | ↘12       |
| 91  | Моршинино           | деревня                         | Верхнесалдинский городской округ     | ↗12       |
| 92  | Мостовая            | деревня                         | Кушвинский городской округ           | ↘71       |
| 93  | Мурзинка            | село                            | Горноуральский городской округ       | ↘269      |
| 94  | Мурзинка            | посёлок                         | Новоуральский городской округ        | ↗236      |
| 95  | Невьянка            | деревня                         | Невьянский городской округ           | ↗14       |
| 96  | Невьянск            | город, административный центр   | Невьянский городской округ           | ↘22 030   |
| 97  | Невьянский Рыбзавод | посёлок                         | Невьянский городской округ           | ↘1        |
| 98  | Нейва               | посёлок                         | Кировградский городской округ        | →0        |
| 99  | Нейво-Рудянка       | посёлок                         | Кировградский городской округ        | ↘2599     |
| 100 | Нелоба              | деревня                         | Верхнесалдинский городской округ     | ↘92       |
| 101 | Нижние Таволги      | деревня                         | Невьянский городской округ           | ↗377      |
| 102 | Нижний Тагил        | город, административный центр   | Городской округ «город Нижний Тагил» | ↘328 157  |
| 103 | Нижняя Ослянка      | деревня                         | Городской округ «город Нижний Тагил» | ↘5        |
| 104 | Нижняя Салда        | город, административный центр   | Городской округ Нижняя Салда         | ↘16 233   |
| 105 | Никитино            | деревня                         | Верхнесалдинский городской округ     | ↘403      |
| 106 | Николо-Павловское   | село                            | Горноуральский городской округ       | ↘4560     |
| 107 | Новая               | деревня                         | Горноуральский городской округ       | ↘69       |
| 108 | Новая Башкарка      | деревня                         | Горноуральский городской округ       | ↘42       |
| 109 | Новоасбест          | посёлок                         | Горноуральский городской округ       | ↘2033     |
| 110 | Новопаньшино        | село                            | Горноуральский городской округ       | ↘571      |
| 111 | Новоуральск         | город, административный центр   | Новоуральский городской округ        | ↘77 894   |
| 112 | Орулиха             | посёлок                         | Кушвинский городской округ           | ↘60       |
| 113 | Осиновка            | деревня                         | Невьянский городской округ           | ↘116      |
| 114 | Осиновский          | посёлок                         | Невьянский городской округ           | ↘12       |
| 115 | Отрадный            | посёлок                         | Горноуральский городской округ       | ↗226      |
| 116 | Пальники            | деревня                         | Новоуральский городской округ        | ↘249      |
| 117 | Первомайский        | посёлок                         | Горноуральский городской округ       | ↘767      |
| 118 | Первый              | посёлок                         | Верхнесалдинский городской округ     | ↘0        |
| 119 | Перегрузочная       | посёлок                         | Верхнесалдинский городской округ     | ↘3        |
| 120 | Петрокаменское      | село                            | Горноуральский городской округ       | ↘3094     |
| 121 | Покровское          | село                            | Горноуральский городской округ       | ↗2489     |
| 122 | Покровское-1        | посёлок                         | Городской округ «город Нижний Тагил» | 0         |
| 123 | Половинный          | посёлок                         | Городской округ Верхний Тагил        | ↘1408     |
| 124 | Починок             | деревня                         | Новоуральский городской округ        | ↘1067     |
| 125 | Приозёрный          | посёлок                         | Невьянский городской округ           | ↘10       |
| 126 | Пьянково            | деревня                         | Невьянский городской округ           | ↗44       |
| 127 | Ребристый           | посёлок                         | Невьянский городской округ           | ↗912      |
| 128 | Реши                | деревня                         | Горноуральский городской округ       | ↘36       |
| 129 | Ряжик               | посёлок                         | Горноуральский городской округ       | ↘92       |
| 130 | Сарапулка           | деревня                         | Горноуральский городской округ       | ↗12       |
| 131 | Сартакова           | деревня                         | Горноуральский городской округ       | ↘15       |
| 132 | Свободный           | пгт, административный центр     | Городской округ ЗАТО Свободный       | ↗8047     |
| 133 | Северка             | посёлок                         | Горноуральский городской округ       | ↘66       |
| 134 | Сербишино           | деревня                         | Невьянский городской округ           | ↘26       |
| 135 | Серебрянка          | село                            | Городской округ «город Нижний Тагил» | ↘598      |
| 136 | Середовина          | посёлок                         | Невьянский городской округ           | ↘239      |
| 137 | Сизикова            | деревня                         | Горноуральский городской округ       | ↘46       |
| 138 | Синегорский         | посёлок                         | Горноуральский городской округ       | ↘473      |
| 139 | Слудка              | деревня                         | Горноуральский городской округ       | ↘3        |
| 140 | Соседкова           | деревня                         | Горноуральский городской округ       | ↘21       |
| 141 | Сосновка            | деревня                         | Невьянский городской округ           | ↗7        |
| 142 | Софьянка            | посёлок                         | Кушвинский городской округ           | ↘0        |
| 143 | Старая Паньшина     | деревня                         | Горноуральский городской округ       | ↘131      |
| 144 | Студёный            | посёлок                         | Городской округ «город Нижний Тагил» | ↗91       |
| 145 | Сулем               | село                            | Городской округ «город Нижний Тагил» | ↘68       |
| 146 | Таватуй             | посёлок                         | Невьянский городской округ           | ↘398      |
| 147 | Таватуй             | посёлок                         | Невьянский городской округ           | ↘398      |
| 148 | Таватуйский Детдом  | посёлок                         | Невьянский городской округ           | ↘13       |
| 149 | Таны                | посёлок                         | Городской округ «город Нижний Тагил» | ↘0        |
| 150 | Тарасково           | село                            | Новоуральский городской округ        | ↘1196     |
| 151 | Темно-Осинова       | деревня                         | Горноуральский городской округ       | ↘8        |
| 152 | Тепловая            | посёлок                         | Кировградский городской округ        | ↘19       |
| 153 | Ударник             | посёлок                         | Невьянский городской округ           | ↘101      |
| 154 | Уралец              | посёлок                         | Городской округ «город Нижний Тагил» | ↘1425     |
| 155 | Усть-Утка           | деревня                         | Городской округ «город Нижний Тагил» | ↘129      |
| 156 | Федьковка           | село                            | Невьянский городской округ           | ↘155      |
| 157 | Фокинцы             | деревня                         | Горноуральский городской округ       | ↗6        |
| 158 | Харёнки             | деревня                         | Горноуральский городской округ       | ↘13       |
| 159 | Хребет-Уральский    | посёлок                         | Кушвинский городской округ           | ↘21       |
| 160 | Цементный           | посёлок                         | Невьянский городской округ           | ↘5022     |
| 161 | Чауж                | посёлок                         | Городской округ «город Нижний Тагил» | ↗13       |
| 162 | Чащино              | посёлок                         | Городской округ «город Нижний Тагил» | ↗186      |
| 163 | Чекмень             | посёлок                         | Кушвинский городской округ           | ↗8        |
| 164 | Черемшанка          | деревня                         | Горноуральский городской округ       | ↗50       |
| 165 | Черноисточинск      | посёлок                         | Горноуральский городской округ       | ↘3497     |
| 166 | Шайдуриха           | село                            | Невьянский городской округ           | ↘346      |
| 167 | Шайтанский Рудник   | посёлок                         | Городской округ Нижняя Салда         | ↘11       |
| 168 | Шиловка             | село                            | Горноуральский городской округ       | ↗306      |
| 169 | Шумиха              | деревня                         | Горноуральский городской округ       | ↘193      |
| 170 | Шурала              | посёлок железнодорожной станции | Невьянский городской округ           | ↘49       |
| 171 | Шурала              | село                            | Невьянский городской округ           | ↗477      |
| 172 | Южаково             | село                            | Горноуральский городской округ       | ↘710      |